# Пабло Моуче
Пабло Николас Моуче (шп. Pablo Nicolás Mouche; рођен 11. октобра 1987) је аргентински фудбалер.

## Клупска каријера
Каријеру је почео у Естудијантесу из Буенос Ајреса, одакле је прешао у славну Боку јуниорс. За Боку је наступао од 2005. до 2012. године и за то време освојио две Апертуре, Куп Аргентине и Копа Судамерикана.
Био је на позајмици у Арсеналу из Сарандија, а прво искуство у Европи имао је у турском Кајзерију, под вођством легенде Црвене звезде, Роберта Просинечког. Након Кајзерија потписао је за бразилског великана Палмеирас, а првих шест месеци 2016. године провео је на позајмици у Ланусу.
У јулу 2016. Моуче је прешао у Црвену звезду на једногодишњу позајмицу. Ипак, напустио је црвено-беле након само једне полусезоне. Одиграо је укупно 14 утакмица (7 у Суперлиги) а на терену ни у једном сусрету није провео свих 90 минута. Такође није постигао ниједан гол.
У јануару 2017. године је постао играч Олимпије из Асунсиона.

## Репрезентација
Прошао је све млађе репрезентативне категорије, а за сениорску репрезентацију Аргентине одиграо је 5 утакмица и постигао 2 гола (на дебију).

### Голови за репрезентацију
| # | Датум          | Место               | Противник | Гол   | Резултат | Такмичење            |
| - | -------------- | ------------------- | --------- | ----- | -------- | -------------------- |
| 1 | 16. март 2011. | Сан Хуан, Аргентина | Венецуела | 2 : 1 | 4 : 1    | Пријатељска утакмица |
| 2 | 16. март 2011. | Сан Хуан, Аргентина | Венецуела | 3 : 1 | 4 : 1    | Пријатељска утакмица |